# 韩国铁道8000型电力机车
韩国铁道8000型电力机车（朝鲜语：한국철도공사 8000호대 전기 기관차）是韩国铁道公社的电力机车车型之一，于1970年代向欧洲五十赫兹集团订购引进。
1970年，韩国国营铁路决定在中央線、嶺東線、太白線三条铁路干线上首先实现电气化，并采用25千伏60赫兹单相交流电的供电制式；经过国际招标后，韩国国营铁路将电气化改造工程交由欧洲五十赫兹集团实施，其中包括沿线接触网、供电设备、信号系统、以及66台电力机车。由于三条铁路干线主要为山区铁路，线路条件相对困难，因此决定选用Bo-Bo-Bo轴式的六轴电力机车，机车主电路采用半控桥晶闸管调压，并设有电阻制动和多机重联装置。8000型电力机车由法国阿尔斯通公司负责总体设计，并采用五十赫兹集团内各家公司的技术和产品，包括瑞士勃朗-包维利公司、法国电气牵引设备公司（MTE）、德国AEG、西门子公司等。
目前，除了在1986-1990年由韓進重工業生產的四輛機車仍在使用外（當中首輛在韓國製造的8091，將預定在除籍後保留），其他機車已於2011-2025年間除籍，當中最後一輛原廠製機車於2025年5月31日退役；而第一輛投用的8001，則於2011年退役後，於大田車輛段內作永久保留。

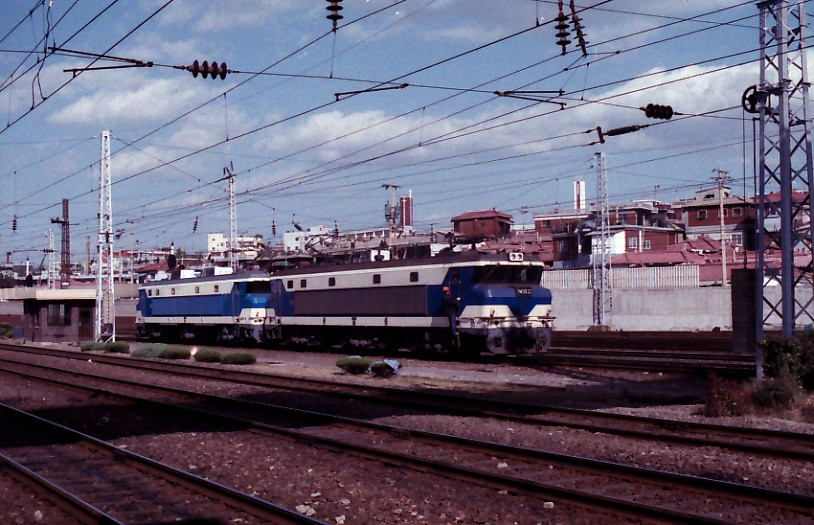
1988年的8000型电力机车
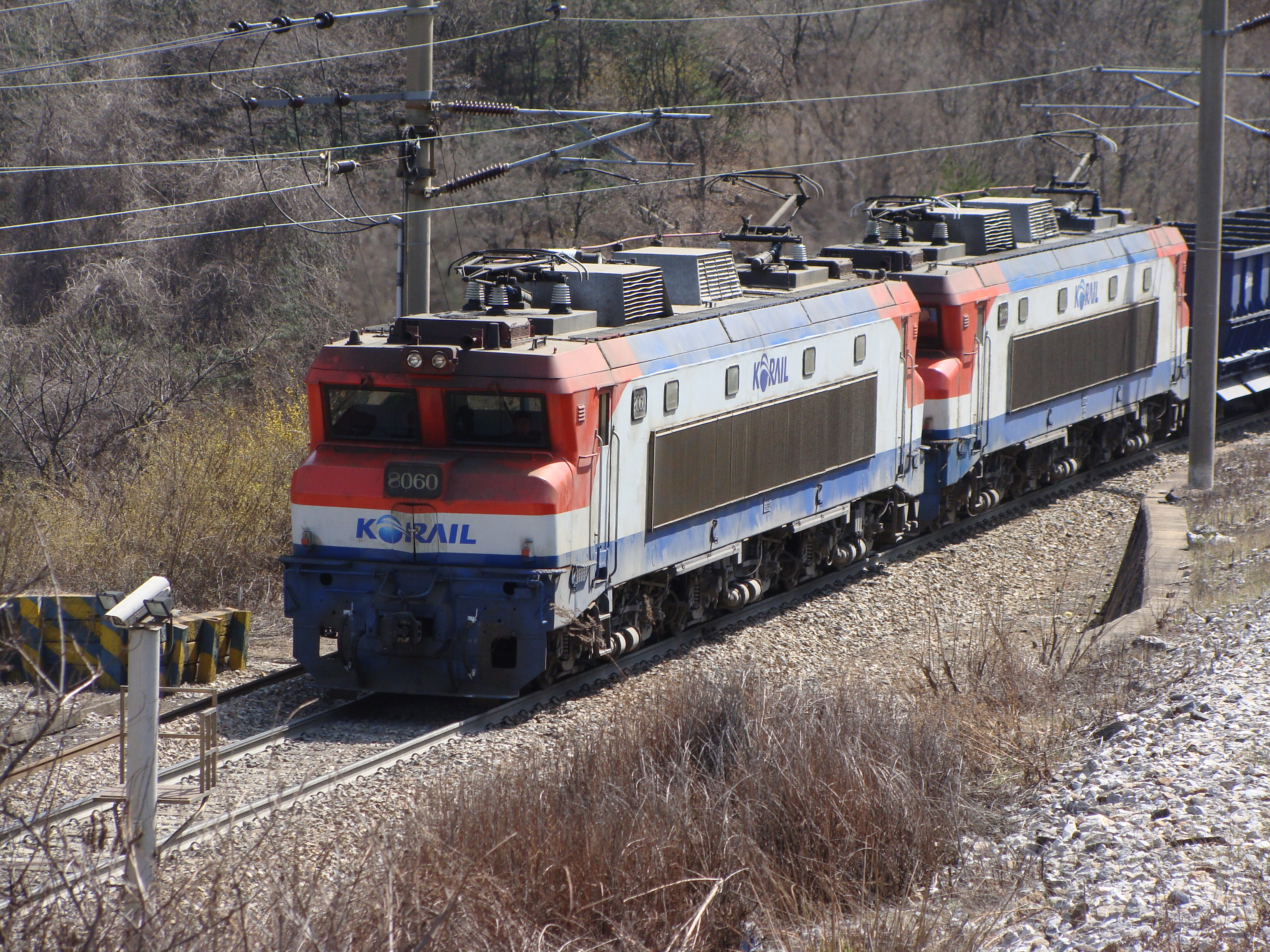
8037号和8060号机车
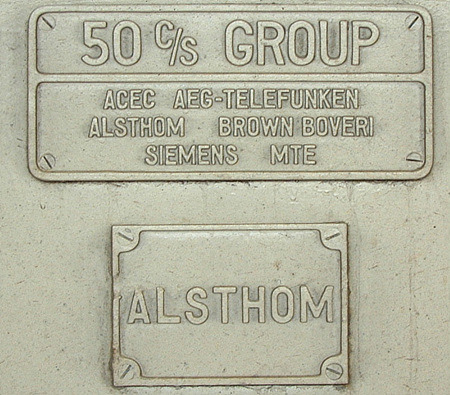
机车铭牌
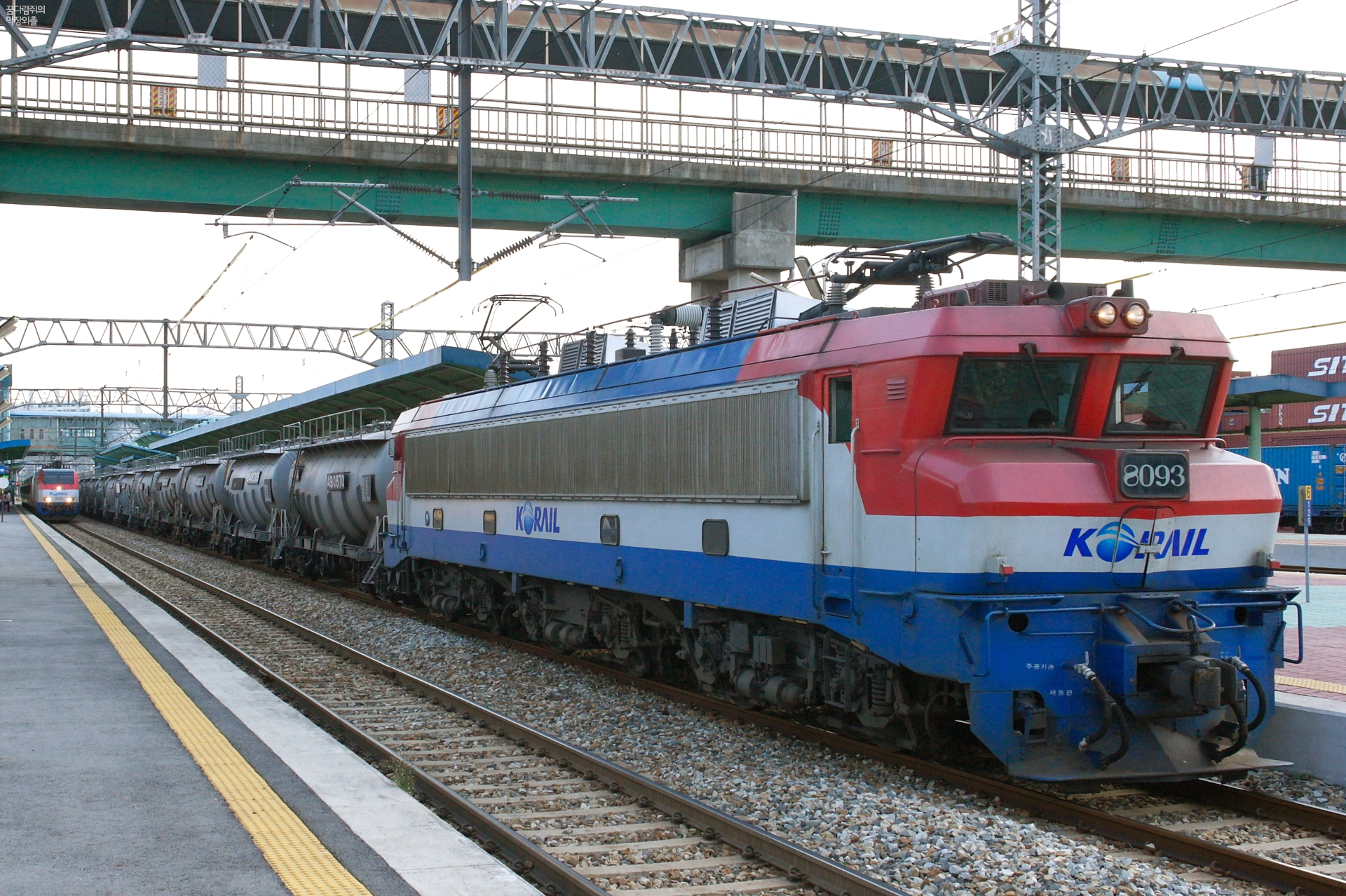
8093号机车